# Plastic leaded chip carrier

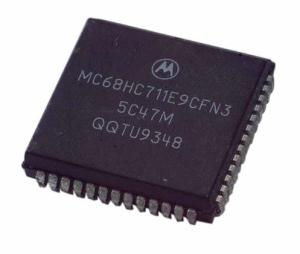
Micro-controlador Motorola MC68HC711E9CFN3 em QFJ52 / PLCC52

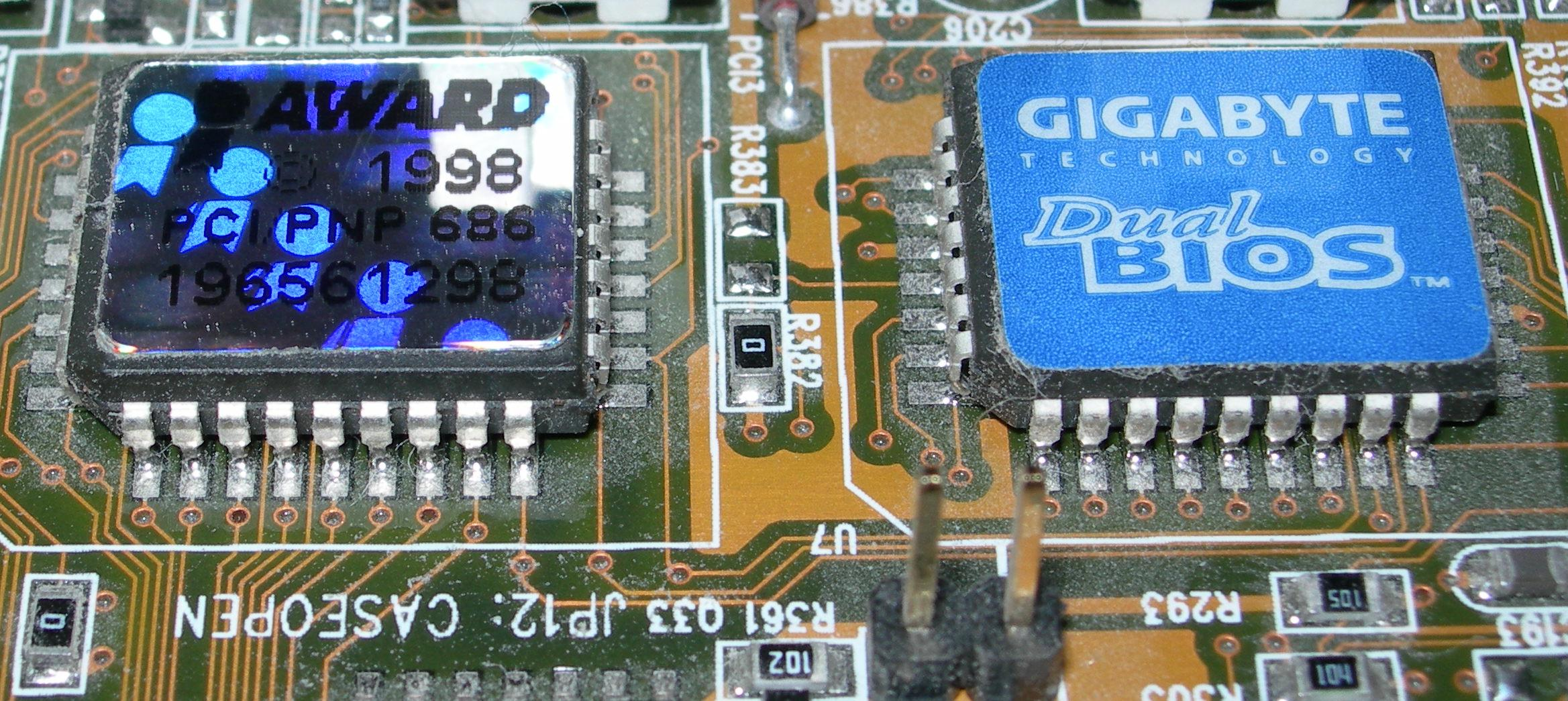
DualBIOS Gigabyte em QFJ32 / PLCC32

Um plastic leaded chip carrier (PLCC) é um encapsulamento plástico de quatro lados, com um terminal em "J" e espaçamentos de pino de 0,05" (1,27 mm). O somatório dos terminais fica em cerca de 20 à 84. Os pacotes PLCC podem ser quadrados ou retangulares. As larguras de corpo faixa classificam-se de 0,35" à 1,15". PLCCs obedecem padrão JEDEC. A configuração do PLCC de terminal "J" requer menos espaço de bordo versus os componentes de terminais simples equivalentes e é uma versão menos dispendiosa do leadless chip carrier, que é uma caixa com contactos lisos em vez de conectores de pinos, em cada lado.